# Дослідження Нептуна

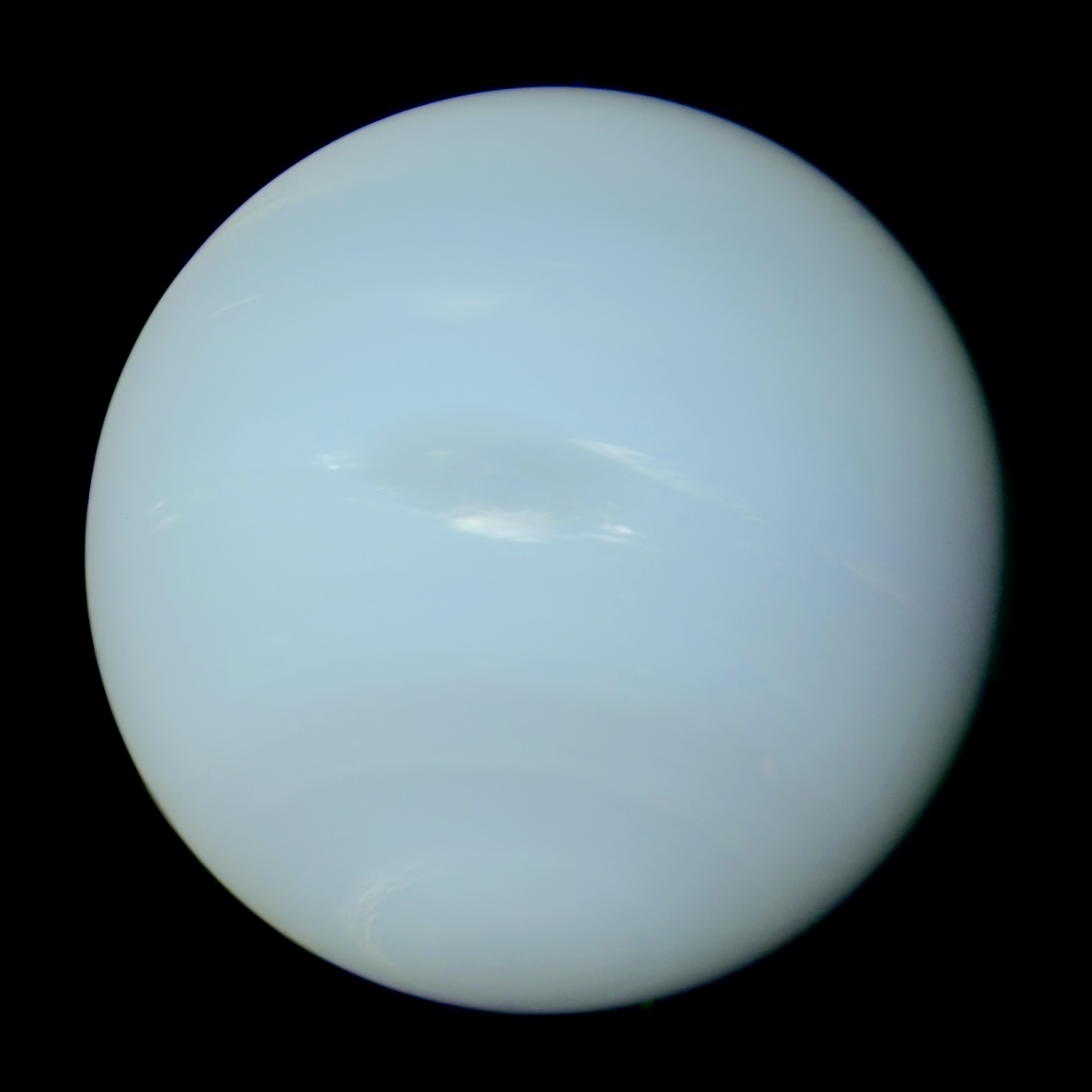
Фотографія Нептуна в натуральних кольорах, зроблена «Вояджером-2» у 1989 році. Південний полюс Нептуна трохи вище нижньої частини зображення.

Нептун безпосередньо досліджував лише один космічний зонд — «Вояджер-2» у 1989 році. Станом на 2024 рік підтверджених майбутніх місій для відвідування системи Нептуна немає, хоча на 2024 рік попередньо був запланований запуск китайської місії «Шенсуо», зонд якої мав пролетіти повз Нептун і Тритон у січні 2038 року. НАСА, Європейське космічне агентство (ЄКА) та незалежні академічні групи запропонували кілька наукових місій, які передбачають відвідування Нептуна. Плани щодо деяких із них ще чинні, інші ж відкинуті або відкладені.
З середини 1990-х років Нептун вивчають дистанційно за допомогою телескопів, зокрема космічного телескопа «Габбл» і наземних телескопів Обсерваторії Кека, з використанням адаптивної оптики.

## Хронологія відкрить в системі Нептуна
| Дата       | Відкриття | Першовідкривач                                                                |
| ---------- | --------- | ----------------------------------------------------------------------------- |
| 23.09.1846 | Нептун    | Йоганн Готфрід Ґалле і Генріх Луї д'Арре на основі розрахунків Урбена Левер'є |
| 10.10.1846 | Тритон    | Вільям Ласселл                                                                |
| 01.05.1949 | Нереїда   | Джерард Койпер                                                                |
| 24.05.1981 | Лариса    | Гарольд Рейтсема, Вільям Габбард, Ларрі Лебофскі, Девід Толен                 |
| 16.06.1989 | Протей    | Стівен Сіннот і апарат «Вояджер-2»                                            |
| 28.07.1989 | Деспіна   | Стівен Сіннот і апарат «Вояджер-2»                                            |
| 28.07.1989 | Галатея   | Стівен Сіннот і апарат «Вояджер-2»                                            |
| 18.09.1989 | Таласа    | Річард Терріл і апарат «Вояджер-2»                                            |
| 18.09.1989 | Наяда     | Річард Терріл і апарат «Вояджер-2»                                            |
| 23.07.2002 | Сао       | Метью Голман, Джон Кавеларс, Томмі Грав, Ден Мілісавлєвіч                     |
| 10.08.2002 | Галімеда  | Метью Голман, Джон Кавеларс, Томмі Грав, Ден Мілісавлєвіч                     |
| 11.08.2002 | Лаомедея  | Метью Голман, Джон Кавеларс, Томмі Грав, Ден Мілісавлєвіч                     |
| 29.08.2003 | Псамафа   | Девід Джуїтт, Джен Кліна, Скотт Шеппард, Метью Голман                         |
| 14.08.2002 | Несо      | Метью Голман, Бретт Гледмен та інші                                           |
| 01.07.2016 | Гіпокамп  | Марк Шоволтер                                                                 |

## Вояджер-2
Після того як «Вояджер-2» успішно відвідав Сатурн, було вирішено профінансувати продовження місії до Урана й Нептуна. Цими місіями керувала Лабораторією реактивного руху (JPL); місія до Нептуна дістала назву «Міжзоряна місія „Вояджера“ до Нептуна» (Voyager Neptune Interstellar Mission).
«Вояджер-2» почав робити навігаційні знімки Нептуна в травні 1988 року. 5 червня 1989 року розпочався власне етап спостережень Нептуна, 25 серпня космічний апарат офіційно досягнув системи Нептуна, а 2 жовтня збір даних припинився. Спочатку планувалося використовувати траєкторію, за якою «Вояджер-2» мав пройти на відстані близько 1300 км від Нептуна і 8200 км від Тритона. Необхідність уникати матеріалу кілець Нептуна, виявленого за допомогою зоряних покрить, змусила скоригувати цю траєкторію: натомість була побудована траєкторія, яка давала змогу уникнути зіткнень апарата з матеріалом кілець, але проходила на більшій відстані від обох цілей.
25 серпня 1989 року, під час останньої планетарної зустрічі «Вояджера-2» з Нептуном, космічний апарат пролетів лише на відстані 4950 км над північним полюсом Нептуна, що стало його найближчим прольотом з будь-яким тілом з моменту старту з Землі у 1977 році. На той час Нептун був найвіддаленішим із відомих тіл Сонячної системи: Плутон, який тоді ще вважався повноцінною планетою, був розташований ближче до Сонця, ніж Нептун, і віддалився далі від Сонця лише в 1999 році.
«Вояджер-2» вивчав атмосферу Нептуна, кільця Нептуна, його магнітосферу та супутники. Науковці протягом багатьох років досліджували систему Нептуна за допомогою телескопів та непрямих методів, але її ретельне вивчення за допомогою зонда «Вояджер-2» вирішило багато питань і дало змогу отримати величезний масив даних, які неможливо отримати в жодний інший спосіб. Дані з «Вояджера-2» досі залишаються найкращими з усіх наявних даних про цю планету.
Дослідна місія виявила, що атмосфера Нептуна дуже динамічна, хоча він отримує лише 3 % сонячного світла від того, яке отримує Юпітер. Вітри на Нептуні виявилися найсильнішими в Сонячній системі — втричі сильнішими за вітри на Юпітері та в дев'ятеро за найсильніші вітри на Землі. Більшість вітрів дмуть на захід — у напрямку, протилежному напрямку обертання планети. Були виявлені окремі скупчення хмар: хмарні системи з'являлися й зникали протягом кількох годин, а у верхніх шарах атмосфери протягом 16—18 годин кружляли гігантські шторми, які охоплювали всю планету. «Вояджер-2» відкрив антициклон, який дістав назву Велика темна пляма, схожий на знамениту Велику червону пляму Юпітера. Утім, знімки, зроблені космічним телескопом «Габбл» у 1994 році, показали, що Велика темна пляма зникла. Крім того, у верхніх шарах атмосфери Нептуна була помічена мигдалеподібна пляма, позначена як D2, і яскрава хмара, яка швидко рухалася високо над хмарними палубами, — вона дістала назву Скутер.
Проліт повз систему Нептуна дав змогу вперше точно виміряти масу Нептуна, яка виявилася на 0,5 % меншою за попередні розрахунки. Нова цифра спростувала гіпотезу про те, що на орбіти Нептуна й Урана впливає невідкрита Планета X.
Магнітне поле Нептуна виявилося сильно нахиленим і помітно зміщеним від центру планети. Зонд виявив полярні сяйва, набагато слабші, ніж на Землі чи інших планетах. Радіоприлади на борту виявили, що доба на Нептуні триває 16 годин 6,7 хвилини. Кільця Нептуна спостерігалися з Землі за багато років до візиту «Вояджера-2», але їх ретельний огляд виявив, що системи кілець є повними колами, а не дугами. Загалом було виявлено чотири кільця.

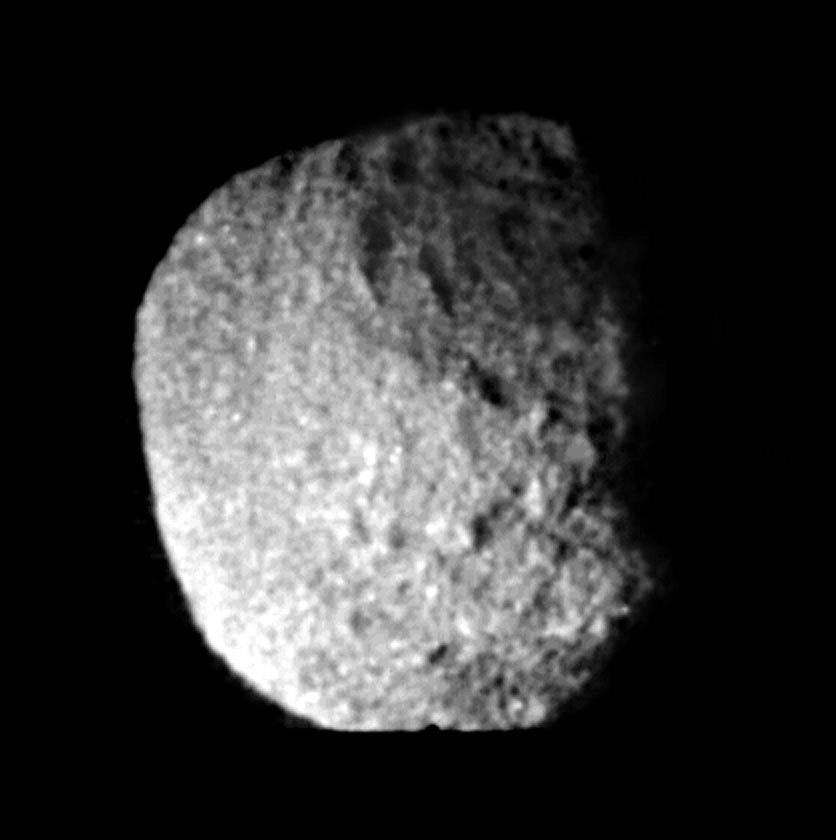
Знята «Вояджером-2» фотографія Протея.

«Вояджер-2» відкрив шість малих супутників, які обертаються навколо екваторіальної площини Нептуна, вони дістали назви Наяда, Таласса, Деспіна, Галатея, Лариса і Протей. Отримано детальні фотографії трьох супутників Нептуна — Протея, Нереїди і Тритона. Протей виявився еліпсоїдальним (він має максимальний розмір, за якого тіло може зберігати несферичну форму) і виявився темним, як сажа. Виявилося, що Тритон мав надзвичайно активне минуле, з активними гейзерами, полярними шапками і дуже розрідженою атмосферою, у якій, утім, є хмари, які складаються, як вважають, із частинок азотного льоду. Маючи температуру лише 38 К (−235,2 °C), він є найхолоднішим із відомих планетних тіл у Сонячній системі. До наближення до Тритона максимальне наближення до твердого тіла, яке вдалося здійснити «Вояджеру-2» досліджував поблизу, становило бл. 40 000 км.

## Телескоп Джеймса Вебба
У 2022 році за допомогою космічного телескопа «Джеймс Вебб» уперше за 30 років отримано чіткіші знімки кілець Нептуна, багато з яких не було видно на фотографіях із часів прольоту «Вояджера-2» в 1989 році. Газопилові кільця, які оточують Нептун, майже не досліджувалися вченими через велику відстань до планети і відсутність орбітальних місій в її околицях. Отримані знімки допоможуть ученим розкрити історію формування кілець і місяців Нептуна. Крім того, на знімках видно 7 із 14 відомих супутників Нептуна. Найяскравіша точка — найімовірніше, найбільший супутник Тритон.

## Можливі майбутні місії
Станом на листопад 2023 року немає затверджених майбутніх місій для відвідування системи Нептуна. НАСА, Європейське космічне агентство (ЄКА) та незалежні академічні групи запропонували кілька наукових місій, які передбачають відвідування Нептуна. Плани щодо деяких із них ще чинні, інші ж відкинуті або відкладені.
Після прольоту «Вояджера-2» наступним кроком НАСА в науковому дослідженні системи Нептуна вважаються Великі стратегічні наукові місії. Гіпотетична місія до Нептуна передбачається можливою наприкінці 2020-х або на початку 2030-х років. Інша місія, запропонована на 2040-ті роки, називається Neptune-Triton Explorer (NTE). НАСА досліджувало кілька інших варіантів проєктів як пролітних, так і орбітальних місій (подібних до місії «Кассіні — Гюйгенс» до Сатурна). Ці місії часто називають спільною назвою RMA Neptune-Triton-KBO, яка також включає орбітальні місії, які не відвідують об'єкти поясу Койпера (KBO). Через бюджетні обмеження, технологічні міркування, наукові пріоритети та інші фактори жодна з них не була затверджена.
Пропозиції щодо дослідної місії до Нептуна, які перебувають на стадії розробки:
- «Шенсуо[en]» — пара зондів Китайського національного космічного управління (CNSA), призначених для дослідження геліосфери. Другий зонд має пролетіти повз Нептун у 2038 році на відстані 1000 км і скинути атмосферний зонд[3].
- ODINUS[en] — концепція місії, яка передбачає запуск двох космічних апаратів для дослідження систем Урана й Нептуна. Дата запуску — 2034 рік[28][29].
- Місія OSS — запропонована місія, спільна для ЄКА і НАСА, основним завданням якої є картування гравітаційних полів у далекому космосі, зокрема в зовнішніх областях Сонячної системи (на відстанях до 50 а. о.)[30].
- Triton Hopper[en] — дослідна місія до Нептуна Інституту передових концепцій NASA[en] (NIAC) з метою посадки на супутник Нептуна Тритон та перельоту з місця на місце на ньому[31].
- Trident — фіналіст космічна програма «Discovery», який має здійснити однократний проліт повз Нептун у 2038 році та ретельно вивчить його найбільший супутник Тритон[32].
- Neptune Odyssey[en] — поточна концепція місії орбітального й атмосферного зонда Нептуна, що вивчається як можлива велика стратегічна наукова місія (LSSM) НАСА, яка має бути запущена у 2033 році та прибути до Нептуна у 2049 році[33].
- Triton Ocean Worlds Surveyor — менш потужна версія Odyssey без атмосферного зонда. Він може бути базовим для здешевленої програми New Frontiers. Запуск передбачається у 2031 році, прибуття — у 2047 році[33].

- Nautilus — орієнтований на дослідження Тритона орбітальний зонд у рамках програми New Frontiers, запуск якого заплановано на серпень 2042 року, а виведення на орбіту — на квітень 2057 року[34][35].

| A gray hexagonal prism-shaped space probe with a large communications antenna, two radioisotope thermoelectric generators marked in green and long magnetometer boom, intended for orbit around Neptune |
| Triton Ocean World Surveyor |

| A large hexagonal prism-shaped space probe in gold-colored foil, with two magnetometer booms and a prominent cup-shaped antenna, bound for Neptune |
| Nautilus |

Скасовані або відхилені концепції місій:
- Argo[en] — скасована концепція місії в рамках програми «New Frontiers», місія з прольоту повз Юпітер, Сатурн, Нептун (з Тритоном) і пояс Койпера із запуском у 2019 році.
- New Horizons 2 — скасована концепція польоту до системи Нептуна та поясу Койпера на базі космічного зонда «Нью-Горайзонс».

Найменш енерговитратна траєкторія для запуску з Землі до Нептуна використовує гравітаційну допомогу Юпітера. Оптимальне вікно запуску відкривається з інтервалом у 12 років, коли Юпітер перебуває у сприятливому положенні відносно Землі й Нептуна. Оптимальне вікно для запуску такої місії на Нептун було відкрите з 2014 по 2019 рік, а наступна можливість з'явиться з 2031 року. Ці обмеження ґрунтуються на вимозі гравітаційної підтримки з боку Юпітера. З новою технологією Space Launch System (SLS), яку розробляє компанія Boeing, місії в далекий космос із важким корисним навантаженням потенційно можна буде запускати зі значно більшою швидкістю (200 а. о. за 15 років), а місії до зовнішніх планет можна буде запускати незалежно від гравітаційної підтримки.

## Наукові дослідження з великих відстаней
Космічні телескопи, як-от космічний телескоп "Габбл", ознаменували нову еру детальних спостережень слабких об'єктів здалеку в усьому електромагнітному спектрі. Це стосується, зокрема, об'єктів Сонячної системи з малою видимою яскравістю, як-от Нептун. З 1997 року технологія адаптивної оптики дала змогу проводити детальні наукові спостереження Нептуна та його атмосфери за допомогою наземних телескопів. Ці записи зображень зараз набагато перевищують можливості «Габбла», а в деяких випадках навіть зображення «Вояджера» — наприклад, зображення Урана. Потужність наземних телескопів, однак, завжди обмежені в реєстрації електромагнітних хвиль певних довжин через неминуче поглинання атмосферою, зокрема, хвиль високих енергій.